# Noguerana aliciae
Noguerana aliciae là một loài bọ cánh cứng trong họ Cerambycidae.